# 385571 Отрера
385571 Отрера (385571 Otrera,  попереднє позначення 2004 UP10) — другий відкритий троянець Нептуна. Був відкритий 16 жовтня 2004 року, американськими астрономами Чедвіком Трухільйо та Скоттом Шеппардом в обсерваторії Лас-Кампанас. Має діаметр близько 100 км.
Названий на честь амазонки Отрери, першої королеви Амазонок у давньогрецькій міфології.